# Tremelimumab
Tremelimumab, vendido bajo la marca Imjudo, es un medicamento que se utiliza para tratar el cáncer hepatocelular que no se puede extirpar únicamente mediante cirugía y ciertos tipos de cáncer de pulmón de células no pequeñas  que se ha propagado a otras partes del cuerpo.  Este medicamento generalmente se utiliza con durvalumab .  Este medicamento se administra mediante inyección gradual en una vena. 
Los efectos secundarios de este medicamento incluyen sarpullido, diarrea, cansancio, picazón y dolor muscular.  Otros efectos secundarios pueden incluir problemas del sistema inmunológico como neumonitis, colitis y hepatitis ; y reacciones a la infusión .  Uso de este medicamento durante el embarazo puede dañar al bebé.  Es un anticuerpo monoclonal y bloqueador de puntos de control inmunitario que bloquea el antígeno 4 asociado a los linfocitos T citotóxicos .  
Este medicamento fue aprobado para uso médico en los Estados Unidos en 2022.  A partir de 2022, el fabricante ha solicitado la homologación en Europa.  En Estados Unidos 75 El precio de mg es de aproximadamente $10.300 dólares estadounidenses a partir de 2022. 